# Liste des ministres italiens de l'Enseignement supérieur et de la Recherche
Cet article dresse la liste des ministres italiens de l'Enseignement supérieur et de la Recherche depuis la création du poste en 1962, puis du ministère en 1988, et sauf entre 2001 et 2006 puis de 2008 à 2020, périodes d'existence du ministère de l'Éducation, de l'Enseignement supérieur et de la Recherche.
La ministre actuelle est Anna Maria Bernini, nommée le 22 octobre 2022 par le président de la République Sergio Mattarella sur proposition de la présidente du Conseil des ministres Giorgia Meloni.

## Liste des ministres
| Ministre (Naissance–Décès)                                                                | Ministre (Naissance–Décès)       | Mandat                             | Parti | Parti        | Gouvernement |
| ----------------------------------------------------------------------------------------- | -------------------------------- | ---------------------------------- | ----- | ------------ | ------------ |
|                                                                                           | Guido Corbellini (1890-1976)     | 30 novembre 1962 – 22 juin 1963    |       | DC           | Fanfani IV   |
|                                                                                           | Carlo Arnaudi (1899-1970)        | 5 décembre 1963 – 24 février 1966  |       | PSI          | Moro I       |
| Moro II                                                                                   | Carlo Arnaudi (1899-1970)        | 5 décembre 1963 – 24 février 1966  |       | PSI          |              |
|                                                                                           | Leopoldo Rubinacci (1903-1969)   | 24 février 1966 – 25 juin 1968     |       | DC           | Moro III     |
|                                                                                           | Salvatore Lauricella (1922-1996) | 25 juin 1968 – 6 août 1969         |       | PSI          | Rumor I      |
|                                                                                           | Giorgio Bo (1905-1980)           | 6 août 1969 – 28 mars 1970         |       | DC           | Rumor II     |
|                                                                                           | Camillo Ripamonti (1919-1997)    | 28 mars 1970 – 18 février 1972     |       | DC           | Rumor III    |
| Colombo                                                                                   | Camillo Ripamonti (1919-1997)    | 28 mars 1970 – 18 février 1972     |       | DC           |              |
|                                                                                           | Fiorentino Sullo (1921-2000)     | 18 février 1972 – 26 juin 1972     |       | DC           | Andreotti I  |
|                                                                                           | Pier Luigi Romita (1924-2003)    | 26 juin 1972 – 8 juillet 1973      |       | PSDI         | Andreotti II |
|                                                                                           | Pietro Bucalossi (1905-1992)     | 8 juillet 1973 – 15 mars 1974      |       | PSI          | Rumor IV     |
|                                                                                           | Giovanni Pieraccini (1918-2017)  | 15 mars 1974 – 23 novembre 1974    |       | PSI          | Rumor V      |
|                                                                                           | Mario Pedini (1918-2003)         | 23 novembre 1974 – 12 février 1976 |       | DC           | Moro IV      |
| Compétences exercées par le ministère pour les Biens culturels et environnementaux        |                                  |                                    |       |              |              |
|                                                                                           | Vito Scalia (1925-2009)          | 5 août 1979 – 4 avril 1980         |       | DC           | Cossiga I    |
|                                                                                           | Vincenzo Balzamo (1929-1992)     | 4 avril 1980 – 18 octobre 1980     |       | PSI          | Cossiga II   |
|                                                                                           | Pier Luigi Romita (1924-2003)    | 18 octobre 1980 – 28 juin 1981     |       | PSDI         | Forlani      |
|                                                                                           | Giancarlo Tesini (1929)          | 28 juin 1981 – 1er décembre 1982   |       | DC           | Spadolini I  |
| Spadolini II                                                                              | Giancarlo Tesini (1929)          | 28 juin 1981 – 1er décembre 1982   |       | DC           |              |
|                                                                                           | Pier Luigi Romita (1924-2003)    | 1er décembre 1982 – 4 août 1983    |       | PSDI         | Fanfani V    |
|                                                                                           | Luigi Granelli (1929-1999)       | 4 août 1983 – 29 juillet 1987      |       | DC           | Craxi I      |
| Craxi II                                                                                  | Luigi Granelli (1929-1999)       | 4 août 1983 – 29 juillet 1987      |       | DC           |              |
| Fanfani VI                                                                                | Luigi Granelli (1929-1999)       | 4 août 1983 – 29 juillet 1987      |       | DC           |              |
|                                                                                           | Antonio Ruberti (1927-2000)      | 29 juillet 1987 – 28 janvier 1992  |       | PSI          | Goria        |
| De Mita                                                                                   | Antonio Ruberti (1927-2000)      | 29 juillet 1987 – 28 janvier 1992  |       | PSI          |              |
| Andreotti VI                                                                              | Antonio Ruberti (1927-2000)      | 29 juillet 1987 – 28 janvier 1992  |       | PSI          |              |
| Andreotti VII                                                                             | Antonio Ruberti (1927-2000)      | 29 juillet 1987 – 28 janvier 1992  |       | PSI          |              |
|                                                                                           | Alessandro Fontana (1936-2013)   | 28 janvier 1992 – 29 avril 1993    |       | DC           | Amato I      |
|                                                                                           | Luigi Berlinguer (1932)          | 29 avril 1993 – 4 mai 1993         |       | PDS          | Ciampi       |
|                                                                                           | Umberto Colombo (1927-2006)      | 4 mai 1993 – 11 mai 1994           |       | Indépendant  | Ciampi       |
|                                                                                           | Stefano Podestà (1939)           | 11 mai 1994 – 17 janvier 1995      |       | FI           | Berlusconi I |
|                                                                                           | Giorgio Salvini (1920-2015)      | 17 janvier 1995 – 18 mai 1996      |       | Indépendant  | Dini         |
|                                                                                           | Luigi Berlinguer (1932)          | 18 mai 1996 – 21 octobre 1998      |       | PDS          | Prodi I      |
|                                                                                           | Ortensio Zecchino (1943)         | 21 octobre 1998 – 11 juin 2001     |       | PPI          | D'Alema I    |
| D'Alema II                                                                                | Ortensio Zecchino (1943)         | 21 octobre 1998 – 11 juin 2001     |       | PPI          |              |
| Amato II                                                                                  | Ortensio Zecchino (1943)         | 21 octobre 1998 – 11 juin 2001     |       | PPI          |              |
| Fusionné dans le ministère de l'Éducation, de l'Enseignement supérieur et de la Recherche |                                  |                                    |       |              |              |
|                                                                                           | Fabio Mussi (1948)               | 17 mai 2006 – 8 mai 2008           |       | DS / SD      | Prodi II     |
| Fusionné dans le ministère de l'Éducation, de l'Enseignement supérieur et de la Recherche |                                  |                                    |       |              |              |
|                                                                                           | Gaetano Manfredi (1964)          | 10 janvier 2020 – 13 février 2021  |       | Indépendant  | Conte II     |
|                                                                                           | Maria Cristina Messa (1961)      | 13 février 2021 - 22 octobre 2022  |       | Indépendante | Draghi       |
|                                                                                           | Anna Maria Bernini (1965)        | depuis le 22 octobre 2022          |       | FI           | Meloni       |
| Titres successifs : - Enseignement supérieur et Recherche (2006-2008 ; depuis 2020)       |                                  |                                    |       |              |              |